# Öveds församling
Öveds församling var en församling i Lunds stift och i Sjöbo kommun. Församlingen uppgick 2002 i Östra Kärrstorps församling.

## Administrativ historik
Församlingen har medeltida ursprung. Den 16 augusti 1806 införlivades Skartofta församling.
Församlingen var till 16 augusti 1806 annexförsamling i pastoratet Skartofta och Öved för att därefter till 1 maj 1929 utgöra ett eget pastorat och till 1962 vara moderförsamling i pastoratet Öved och Björka. Från 1962 till 1974 var den annexförsamling i pastoratet Västerstad, Östraby, Öved och Östra Kärrstorp, från 1974 till 2002 annexförsamling i pastoratet Fränninge, Vollsjö, Brandstad, Öved och Östra Kärrstorp. Församlingen uppgick 2002 i Östra Kärrstorps församling.

## Kyrkor
- Öveds kyrka